# Platytesis
Platytesis és un gènere d'arnes de la família Crambidae. Conté només una espècie, Platytesis semifurva, que es troba a Tailàndia.